# Delecroix
Delecroix was een Belgisch automerk, dat in 1897 werd opgericht.
Aanvankelijk bouwde men een licht wagentje met een motor die achterin geplaatst was. In 1899 bouwde men een vierzitter met een 3,5 pk motor. Later bouwde men nog een auto met een tweecilinder De Dion-Bouton-motor. Bijzonderheid aan het laatste model was dat er een achteruitversnelling op zat.